# Who Wants to Be a Superhero?
Who Wants to Be a Superhero? (en español, ¿Quién quiere ser un superhéroe?) fue un programa de reality show estadounidense conducido por Stan Lee, transmitido entre 2006 y 2007. Los concursantes se vestían como los superhéroes de cómic que ellos mismos inventaban. 
Cada semana, Lee retaba a los concursantes a demostrar que tenían "verdadera madera de superhéroes" (es decir, que cumplían con las expectativas comunes). Uno o más de los superhéroes que menos se merecían tal título eran eliminados por episodio. El gran premio para el héroe ganador consistía en tener su propio personaje, estrella principal de un cómic Dark Horse, escrito por Lee, y una película original a ser presentada en el canal de televisión Sci Fi Channel. Además, el ganador recibía un viaje para dos personas a Universal Studios Florida para participar en un evento, el Parade of Superheroes (Desfile de superhéroes).
El programa se estrenó el 27 de julio de 2006 en Sci Fi Channel. Un DVD de dos discos está disponible gracias a la NBC Universal Store.
EL 6 de octubre de 2006 Sci Fi Channel anunció una segunda temporada, estrenada el 26 de julio de 2007. El último episodio fue emitido el 6 de septiembre de 2007.

## Personajes y concursantes
- Feedback (Matthew Atherton) - Nombrado "el próximo gran superhéroe" por Stan Lee.
- Rotiart (Jonathan Finestone) - Fue un espía elegido por Stan Lee para ayudarlo a identificar a los menos merecedores del título de superhéroe. Su nombre, al revés, es "Traitor" (Traidor) y estuvo presente durante el primer episodio.
- Levity (Tobias Trost) - Eliminado en el primer episodio por discutir el aspecto beneficioso de su personaje en el mercado como figura de acción. En su entrevista de retirada, dijo que Rotiart manipuló su discusión.
- Nitro G (Darren Passarello) - Eliminado en el primer episodio por fallar al primer desafío, "Cambio rápido", vistiéndose a plena vista en la calle y pasando por alto a una niña suplicando socorro.
- Cell Phone Girl (Chelsea Weld) - Eliminada en el segundo episodio por fallar el desafío al coraje, por retirarse en solo 4 segundos, excusándose con un dolor de cabeza.
- The Iron/Dark Enforcer (Steel Chambers) - Eliminado en el segundo episodio por no demostrar las ideas de Lee sobre los valores y actitudes de un superhéroe. Reclutado por Stan para convertirse en supervillano, The Dark Enforcer.
- Monkey Woman (Mary Votava) - Eliminada en el tercer episodio por difundir su identidad secreta sin siquiera haber sido preguntada por ella y por encubrir el hecho de ser una actriz durante su audición.
- Ty'Veculus (E. Quincy Sloan) - Eliminado en el tercer episodio por fallar al desafío de autosacrificio al recomendar a Lemuria como próxima eliminada.
- Creature (Tonya Kay) - Eliminada en el cuarto episodio después de quebrantar la ley durante el programa.
- Lemuria (Tonatzin Mondragon) - Eliminada en el cuarto episodio por ser la única en fallar al desafío de recluta.
- Major Victory (Chirs Watters) - Eliminado en el quinto episodio por la preocupación de Stan respecto a él como "parodia de superhéroe".
- Fat Momma (Nell Wilson) - La última superheroína eliminada, en el sexto episodio, quedando en el segundo puesto de la competencia.

### Tabla de progreso por episodio
Los cuadros verdes indican que el superhéroe completó la misión; los rojos indican que el personaje ha sido nominado para la eliminación.
| Superhéroe        | 1a    | 1b   | 1c   | 2a   | 2b     | 3a     | 3b   | 4a   | 4b   | 5    | 6       |
| ----------------- | ----- | ---- | ---- | ---- | ------ | ------ | ---- | ---- | ---- | ---- | ------- |
| Feedback          |       |      |      |      |        |        |      |      |      |      | Ganador |
| Fat Momma         |       |      |      |      |        |        |      |      |      |      | ELIM4   |
| Major Victory     |       |      |      |      |        |        |      |      |      | ELIM |         |
| Lemuria           |       |      |      |      |        |        |      |      | ELIM |      |         |
| Creature          |       |      |      |      |        |        |      | ELIM |      |      |         |
| Ty'Veculus        |       |      |      |      |        |        | ELIM |      |      |      |         |
| Monkey Woman      |       |      |      |      |        | ELIM 3 |      |      |      |      |         |
| The Iron Enforcer |       |      |      |      | ELIM 2 |        |      |      |      |      |         |
| Cell Phone Girl   |       |      |      | ELIM |        |        |      |      |      |      |         |
| Nitro G           |       |      | ELIM |      |        |        |      |      |      |      |         |
| Levity            |       | ELIM |      |      |        |        |      |      |      |      |         |
| Rotiart           | ELIM1 |      |      |      |        |        |      |      |      |      |         |

1. Rotiart fue revelado como un espía plantado por Stan Lee y fue eliminado sin nominaciones.
2. The Iron Enforcer regresó como el villano The Dark Enforcer.
3. Monkey Woman fue eliminada sin nominaciones por mentir durante su audiencia.
4. Fat Momma fue el último personaje eliminado, quedando en segundo lugar.

## Primera temporada

### Primer episodio
Los superhéroes y sus alter egos fueron presentados. Cada personaje obtuvo su propio perfil en cómic y celebraron una fiesta. Stan Lee les dio entonces a cada uno sus primeras lecciones sobre el programa y los informó de su búsqueda por las cualidades "humanas" que hacen a un superhéroe genial. Los héroes buscaron y se resguardaron en su guarida secreta. Antes de entrar en ella, Rotiart fue desenmascarado como el espía que secretamente había grabado sus interacciones para ayudar a Lee a deducir quién de ellos tendría motivos menos que nobles. Lee amonestó a tres héroes: Levity por buscar beneficio económico en su personaje; Creature por su natural constante coqueteo con los héroes masculinos; y Iron Enforcer por sus tendencias violentas. Levity fue entonces enviado a casa, con Lee explicándole que los superhéroes no son vanidosos.
Lee le dio a cada superhéroe un comunicador secreto para que pudieran platicar con él en privado. El primer desafío fue "Cambio Rápido". Los concursantes eran convocados por Lee en público. Primero debían hallar un lugar discreto donde no fueran vistos (en una rotonda concurrida de Los Ángeles), vestirse con sus trajes y llegar a donde fueron citados "vestidos a la moda de verdaderos superhéroes". Sin embargo, una joven actriz en el rol de una niña pequeña llorando por ayuda para hallar a su madre se situó en su camino como sorpresa para observar la reacción de los héroes ante la llamada de un necesitado. Lee explicó que en el mundo de los superhéroes, las cosas no siempre son lo que parecen.
Después del desafío, Lee reveló su verdadero propósito. La meta no era transformarse y llegar al punto designado, sino ayudar a aquellos que los necesitaran; en ese caso, la niña perdida. Cinco de los héroes restantes no se detuvieron (solo Cell Phone Girl, Fat Momma, Lemuria y Major Victory la asistieron). Lee entonces pidió un paso adelante a tres héroes: Nitro G, por vestirse frente a toda la gente, así como por pasar por alto a la niña; Monkey Woman por aparentemente haber notado a la niña pero no detenerse; y Iron Enforcer por su cuestionable naturaleza heroica después de haber fallado a dos desafíos. Lee preguntó a cada uno por qué no deberían ser eliminados. Después de cada defensa, Lee hizo su siguiente corte. Nitro G fue enviado a casa tanto por su error de transformación y su falta heroica con la niña.

### Segundo episodio
El show se inició con Stan Lee apareciendo en el televisor, anunciando otro desafío. Cada héroe debía escribir preguntas anónimas a otros concursantes, entonces enviarlas via pneumatic tubes (tubos neumáticos) a Lee. A Fat Momma se le preguntó si consideraba que desempeñara un buen rol modelo como mujer obesa. A Creature, si alguna vez se lavó el cabello (Iron Enforcer remarcó en una entrevista que ella lucía como una "Princesa Leia desahuciada"); Creature replicó que su cabello era la fuente de sus poderes y que al lavarlo, se sentiría "vacía y débil". Dos preguntas fueron dirigidas a Iron Enforcer: si usaba desodorante antitranspirante y si usaba esteroides, y en tal caso, qué clase de mensaje le transmitiría a los niños. Su respuesta fue que mientras fueran usados con buenas intenciones, él no encontraba ningún tipo de inconveniente en los esteroides. A Major Victory se le preguntó si él, como ex estríper, sería un buen modelo a seguir para los niños. Su réplica fue que ya no era esa su ocupación, que no era lo correcto, y que sí, él podría enseñar a la juventud la lección aprendida.
Lee pronto anunció un segundo desafío, esta vez de valor y voluntad. Una mujer mayor estaba encerrada fuera de casa, y para socorrerla, los héroes debían llegar a la puerta trasera. Llegaron a la escena solo para descubrir el feroz ataque de dos perros ocupando el jardín trasero. Los héroes contaban con un traje protector acolchonado de cuerpo entero y se tomaba en consideración el tiempo que demoraran en llegar a la puerta o rendirse gritando "Tío", la orden necesaria para que los perros cesaran su ataque. Ty'Veculus fue el primero en llegar a la puerta, en 16 segundos. Major Victory cumplió la consigna en 17 segundos, y Feedback en 25. Monkey Woman luchó durante 9 minutos y 43 segundos antes de llegar a la puerta, ganándose las felicitaciones de Lee por su determinación. Los demás fallaron, notablemente: Creature, por no haber superado el reto, tanto como por haberse reído todo el tiempo; Iron Enforcer estaba a menos de un pie de la puerta antes de gritar "Tío"; y Cell Phone Girl, quien lloró "Tío" a los 4 segundos, explicando su fuerte dolor de cabeza. Lee seleccionó a estos tres héroes para la eliminación, llamándolos al frente. La pronta retirada de Cell Phone Girl y su dolor de cabeza, la llevaron entonces directo a casa, siendo la eliminada.
Pronto, Lee anunció a los superhéroes restantes de la confección de nuevos trajes a su disposición. Mientras la mayoría de las actualizaciones en cada traje fue recibida con gusto, Ty'Veculus causó un poco de controversia. Su viejo casco fue reemplazado por uno que incluía un canto emplumado, y su traje se había convertido en una armadura dorada. Lee comentó que el traje no era lo que él tenía en mente y cuestionó el tema a los diseñadores. Al principio, Ty'Veculus fingió amar el traje, proclamando "mi sueño ha sido cumplido", pero más tarde, después de haber sido un poco ridiculizado (sobre todo por Feedback quien le dijo "Hoy, eres el mayor FAN de Stan Lee!", haciendo juego de palabras con ambos significados de fan: fanático y abanico, por el plumero de su casco), Ty'Veculus pidió una nueva entrevista con Lee para discutir su traje. Lee, entonces, le permitió seguir usando su traje original.
Después de haber recibido todos sus respectivos trajes, Lee anunció otra eliminación. Los tres nominados en peligro de eliminación fueron Ty'Veculus, por fingir su agrado por el traje, cuando Lee estableció claramente que los superhéroes deben ser siempre honestos; Iron Enforcer, por su machismo, actitudes agresivas y haber fallado los tres retos; y Feedback, por ridiculizar el disfraz de Ty'Veculus. Finalmente, Lee decidió que era hora de que Iron Enforcer se retirara.
Después de varias entrevistas con los otros superhéroes sobre la completa inhabilidad de Iron Enforcer para encajar, se ve en escena a Enforcer (sin traje) caminando por la calle. De pronto, Lee apareció en un televisor en su camino y le anunció "Escúchame, Iron Enforcer... Durante tu esfuerzo por llegar a ser un héroe, algo me ha estado molestando... y realmente no podría haber dicho de qué se trataba, pero ahora, estoy seguro. Eres un pésimo superhéroe... ¡pero serías un fantástico supervillano!". Enforcer aceptó, y el equipo de diseño lo llevó a una camioneta para llevar a cabo su transformación, de la cual surgiría un villano alto, vestido de negro con una máscara de calavera. Stan Lee anunció la llegada de su más reciente creación, The Dark Enforcer, y que la vida de los superhéroes estaba a punto de volverse mucho más difícil.

### Tercer episodio
El episodio comienza con Stan Lee interrumpiendo el desayuno de los superhéroes con una reunión. A menudo les había informado que el villano del héroe define al héroe, haciendo comparaciones entre Duende Verde al El Hombre Araña, Lex Luthor a Superman y El Joker a Batman. En la medida que el murmullo de los héroes aumentó, las luces comenzaron a titilary luego se apagaron, dando pie a la entrada de Dark Enforcer. Después de un breve discurso explicativo de los orígenes de los villanos, se reveló a sí mismo como Iron Enforcer, declarando que estaba "¡a punto de sacarlos de la competencia a todos!". Los héroes quedaron estupefactos, con Ty'Veculus en particular, reclamando "¿Qué es esta traición?"
Lee presentó el desafío del día. Cada héroe contaba con $20 con los cuales debería ir, vestido con su traje, a un café de la zona a almorzar. Se les dijo que se evaluaría el menú seleccionado por cada uno. Feedback sospechó de una trampa, pero al no ver cámaras alrededor, se relajó. Al regresar los héroes, Lee y Dark Enforcer revelaron la verdadera naturaleza del desafío: proteger sus identidades secretas, haciendo caso omiso de la tentación. Dark Enforcer les mostró a todos, entonces, el video grabado con las cámaras ocultas.
Solo Feedback y Fat Momma superaron la prueba. Con un poco de coqueteo por parte de la amistosa mesera (mesero en el caso de las superheroínas) el resto de los héroes revelaron todos sus identidades secretas. Sin embargo, Lee se encontró con un poco más de problemas en el caso de Monkey Woman, quien no solo se presentó por su primer nombre voluntariamente y antes de haber sido preguntada (a diferencia de los demás), sino que también admitió ser actriz y sugirió al mesero una lista de páginas web para introducirse en la actuación y reality shows. Lee anunció la eliminación y le pidió dar un paso adelante. Le comentó entonces la situación en la que se encontraba y le preguntó por aquellas páginas web y por qué tenía conocimiento de las mismas. Monkey Woman confesó entonces ser en verdad una actriz, y no una vendedora de bienes raíces como anunció en su audición. Más allá de sus súplicas con ojos llorosos, Lee le ordenó entregar su traje y abandonar la guarida.
Al día siguiente, los superhéroes enfrentaron un desafío al coraje. Fueron convocados en la azotea, encontrándose con una "damisela en aprietos" en la azotea vecina. Lee les informó entonces que tendrían que cruzar caminando una delgada tabla que comunicaba ambos edificios, guiados únicamente por una soga delgada y traer consigo nuevamente a través de la misma tabla a la damisela. Para mayor sorpresa, Iron Enforcer se encargó de vendarle los ojos a cada uno de ellos, quienes no tenían idea de que la tabla sobre la cual caminaban, de hecho estaba apoyada sobre el piso, rodeada por colchonetas, y no suspendida entre las dos azoteas. Los seis héroes lograron su meta con éxito. Fueron desvendados y descubrieron que no estuvieron nunca en peligro y que la dama que salvaron tenía una hermana gemela idéntica en la azotea vecina.
Feedback particularmente le dijo a Stan que estaba preparado para enfrentar cualquier desafío y superar cualquier obstáculo, incrementando así la ira de Dark Enforcer.
Ya que cada héroe superó el desafío, Lee anunció uno nuevo. Deberían aprender sobre la dificultad del trabajo al que él se enfrentaba al hacer eliminaciones. Debían nominar a uno de sus compañeros como próximo eliminado. Creature habló primera voluntariamente, autonominándose. Major Victory, Feedback y Lemuria hicieron lo mismo. Ty'Veculus nominó a Lemuria, expresando sus dudas respecto a sus emociones y motivos para ser una superheroína. Inicialmente negándose a eliminar a alguien, Fat Momma finalmente se decidió por Feedback, estableciendo que lo notaba extremadamente duro consigo mismo, y que temía que pudiera "romper" el compromiso con el bienestar suyo propio y de sus compañeros héroes.
En la azotea, Lee llamó a Ty'Veculus y Fat Momma un paso adelante para la eliminación. Les dijo a los héroes que aquel había sido una prueba de autosacrificio y que más allá de no conocer los motivos de quienes se autonominaron, le habían dado la respuesta que él buscaba. Le dijo a Fat Momma que si bien falló al desafío, fue por su preocupación por Feedback y que a su manera estaba tratando de salvarlo de sí mismo. Ty'Veculus, en cambio, no tuvo motivos tan nobles. El Guerrero de la Luz debió entregar su traje. Cada héroe restante excepto Creature y Lemuria despidieron a Ty'Veculus cálidamente.
En la guarida, Fat Momma discutió con sus compañeros, acusándolos de ser deshonestos y haber manipulado la situación al autonominarse. En una entrevista, Lemuria estableció que Lee tendría que "esforzarse más que eso para engañarla" y que "haría lo que sea para permanecer en el juego". En los últimos momentos, Fat Momma aseguró que sería quien vea a todos los demás ser eliminados antes que ella, y así "vengaría" a Ty'Veculus.

### Cuarto episodio
Un nuevo día llegó y los superhéroes se tomaron un tiempo para patrullar las calles de Los Ángeles para llevar a cabo algunas buenas acciones. Creature animó a un civil a tomar su litera. Major Victory escoltó a dos ancianas cruzando la calle, en un acto caballeroso. Fat Momma desafió a un oficial a escribirse una multa a sí mismo, que efectivamente, estaba mal estacionado. Feedback pidió a unos peatones imprudentes que se detuvieran y los escoltó a la siguiente esquina. También se quedó frente e a la vidriera de una boutique de lencería vigilando a los muchachos que pasaran por allí y sus comportamientos. Lemuria gritó a un camión que usara correctamente sus señales de giro. Irónicamente, Creature fue una peatona imprudente (mientras distribuía ropa para los desahuciados).
En la guarida, nuevamente, Stan Lee felicitó a los héroes por sus buenos actos. De pronto, Dark Enforcer apareció en su propia pantalla y le dijo a Lee que le tenía algunas oscuras revelaciones que lo sorprenderían respecto a sus héroes. Dark Enforcer explicó que había entrevistado a las familias de los héroes y sus amigos. Al mismo tiempo que los mismos quedaban boquiabiertos, todos sus secretos fueron expuestos:
- Un amigo de Creature reveló que la estricta ecologista fue un "bicho de litera" una vez también y que había incluso, en una ocasión, arrojado objetos desde la ventana de un cuarto de hotel a la fuente de bienvenida de los huéspedes.
- La esposa de Feedback explicó que el fastidioso y organizado héroe era "desconsiderado" y un "slob" en su propia casa.
- La madre de Fat Momma explicó que la heroína no siempre había estado conforme con su cuerpo y que durante la universidad, ella y sus hermanas habían pasado por numerosas dietas.
- Un colega del pasado trabajo de estríper reveló un segundo alter ego del héroe: "Thong Man" (Hombre Tanga). Si bien el pasado de Major Victory no era un secreto, inmediatamente salió a flote nuevamente. Major Victory forzó una sonrisa para Dark Enforcer, quien burlonamente agitó un billete frente a él.
- Una amiga de Lemuria reveló que la heroína era conocida por usar su buena silueta como ventaja y a menudo coquetear con cada hombre apuesto a su vista. Su amiga también comentó que era conocida por su rutina de baile en la barra.

Lee convocó a eliminación. Major Victory, Creature y Fat Momma fueron llamados al frente. Lee estableció que mientras el ya conocido pasado de Major Victory no era algo de lo que se él mismo se enorgulleciera, sino que reconocía sus errores, el hecho de que el tema saliera a flote constantemente era un problema. Creature fue citada por su pasado también y por quebrantar la ley durante el primer desafío. Fat Momma fue amonestada por contradecir su mensaje de autoaceptación. Sobre el final, Creature fue eliminada.
Los últimos cuatro superhéroes tuvieron su segundo desafío del día. Lee les dijo que se encontrarían y conversarían con criminales convictos, quienes, aunque los héroes no lo sabían, eran en realidad actores pagos. Cada héroe obtuvo una prueba secreta a cumplir y decidió por sí mismo quién la cumpliría. Lemuria debió sentarse en el regazo de un interno por diez segundos, Fat Momma debió cepillar el cabello de un interno tres veces, Feedback debió abrazar a un interno tres veces y Major Victory debió masajearle los hombros a otro tres veces también.
Los héroes se encontraron con su primer interno (interpretado por Dot Jones). Lemuria fue la primera y mantuvo una torpe conversación con él. Como su tiempo se le escapaba rápidamente, con aún más torpeza se arrojó sobre su regazo, logrando solo enfurecerlo y ser ahuyentada a gritos.
Fat Momma fue la siguiente y logró completar su reto.
un nuevo interno, un enorme hombre africano, fue dejado en manos de Major Victory y Feedback. Major Victory fue el primero. Después de haber sido avisado de lucir ridículo, aceptó y se sacó la capa y guantes. Luego de haber conversado con el interno, se movió detrás del mismo (a pesar de sus protestas) y le palmeó los hombros tres veces. Al regresar, Major Victory declaró en una entrevista, "Feedback debe abrazar a ese hombre tres veces?... ¡Voy a extrañar a Feedback!"
Feedback conoció al convicto entonces. Para aquel entonces, el hombre pedía constantemente que se le removieran las esposas, o que volvería a la camioneta. Feedback intercedió con el guardia y le pidió removérselas. Entonces inició su conversación con el interno. Cuando le preguntó por qué estaba en prisión, el convicto contó "Homicidio, hombre. Cuatro cargos". Cuando le preguntó si sentía remordimientos o arrepentimiento por las familias de sus víctimas, él contestó que no en absoluto, ya que su propio padre había sido un asesino también. Al oír esto, Feedback reveló que a sus 14 años de edad su padre se había suicidado. Tomando ventaja del momento emotivo, Feedback compartió un abrazo con el convicto y usó el tiempo para conseguir dos abrazos adicionales, completando su misión. Al despedirse, Feedback prometió enviarle correspondencia a menudo.
En la guarida, Lee anunció la segunda eliminación. Lemuria y Major Victory fueron llamados afuera. Lee notó que Lemuria era la única heroína en fallar al desafío del interno. Amonestó a Major Victory por haber accedido a quitarse el traje, no solo la capa durante el primer desafío (que usó de alfombra para las ancianas), sino que también durante el segundo se había quitado además los guantes. Lee estableció enfáticamente que un superhéroe nunca se saca el traje bajo ninguna circunstancia. ültimamente, el desafío fracasado marcó la diferencia y Lemuria debió devolver su traje y abandonar la guarida.
Después de la eliminación, Major Victory le prometió a Stan que, a pesar de sus viejos malos hábitos, conservaría su traje en cada situación, todo el tiempo, excepto cuando tuviera que dirigirse al baño. Feedback lloroso y emocionado le agradeció a Lee por permitirle permanecer en la competencia durante todo ese tiempo y explicó que después de la muerte de su padre, El Hombre Araña lo había ayudado, como modelo a seguir, a convertirse en el adulto que hoy en día es y que trataba de vivir bajo los ideales y valores que él le había enseñado. Lee expresó no estar seguro de ser merecedor de tal honor, y sentir que sus palabras habían tocado su corazón genuinamente.

### Quinto episodio
El episodio comienza con Stan Lee avisándoles a los superhéroes que pronto se enfrentarían a "los jueces más duros de todos": niños. Los héros visitaron en Colegio Arma J. Shull y fueron presentados a los niños de cuarto grado de escuela primaria. Como sorpresa, Lee tenía las portadas de los cómics de cada uno en el salón. Después de conocer su propia portada, cada héroe debió hablarles a los niños sobre sus orígenes, poderes y mensajes. Feedback le contó a los niños la historia del origen de sus poderes, lo cual, entre tantos detalles, aburrió bastante a los jóvenes. Fat Momma fue la siguiente y enseñó a los niños su canción propia, además de darles un mensaje sobre los insultos de los demás y cómo y por qué no debían permitir que nadie se metiera con ellos. Finalmente, fue el turno de Major Victory. Con mucho sentido del humor explicó sus superpoderes de velocidad, corriendo alrededor del salón, y de sonido, cantando. (Feedback se cubrió los oídos todo el tiempo).
Después del discurso de cada héroe, los niños votaron por su héroe favorito formándose en hilera detrás del héroe de su elección. Fat Momma ganó la votación y Feedback y Major Victory fueron obligados por Dark Enforcer a escribir "No fingiré ser un superhéroe" en el pizarrón una y otra vez.
Los héroes pronto enfrentaron su próximo desafío, bajo el aviso de Lee de que Dark Enforcer estaba en algún lado en Universal Studios City Walk, en el centro comercial causando estragos. Los héroes fueron enviados uno por uno a buscarlo de la manera más rápida y superheróica posible. Fueron provistos de pistas para ayudarlos a localizar al supervillano, también. Obtuvieron la primera pista y una botella de loción, de parte de una mujer con un tatuaje con forma de ancla. Las direcciones en la botella establecían que deberían encontrar a un hombre con un diamante en la oreja y rociar la loción en su barriga para revelar la siguiente pista.
Después de hacerlo como les fue indicado, consiguieron la segunda pista. UNa mujer con cabello corto y un bolso coqueto con $33,50 dentro denería poseer su pista final. Desde allí, los héroes encontraron a Dark Enforcer en el Uniglobe con un cronómetro en mano. A su llegada, él se burló de su inhabilidad para llegar a tiempo.
Major Victory terminó el desafío en 15 minutos y 25 segundos. Feedback alcanzó a Iron Enforcer en 15 minutos y 40 segundos. Si no se hubiera rezagado al colocar cada centavo caído en el bolso de la señorita, hubiera sido el primero. Fat Momma, quien repetidamente se detuvo en el camino pidiendo papas fritas a los comensales de la zona (así como también patas de pollo, un masaje y la manzana acaramelada de la mujer del bolso), completó la misión, pero su tiempo ni siquiera fue mostrado en pantalla. (Más tarde Lee comentaría que se habría demorado al menos 40 minutos más que los demás).
De regreso en la guarida, Lee anunció una nueva eliminación. Antes de que los héroes pudieran dirigirse a la azotea, Fat Momma se encerró en el baño y pidió hablar con un productor ejecutivo, al cual manifestó su voluntad de retirarse del show por temor a que Feedback, quien según notaba se estaba tomando realmente muy en serio el asunto, fuera eliminado y quedara devastado. El productor permitió a los héroes hablar entre los tres y Feedback aseguró que si fuera eliminado, no tendría miramientos ni nada de qué arrepentirse. Juntos, los tres, decidieron dejar el tema en manos de Lee.
En la azotea, los tres fueron convocados. Lee halagó el discurso de Fat Momma en el colegio, pero se vio decepcionado con su actuación en Universal Studios. halagó también el entretenimiento de Major Victory a los niños, pero a la vez se vio preocupado por el hecho de que no discutió sus orígenes como lo shizo Feedback ni tampoco había dejado un buen mensaje com oFat Momma. Lee notó que Feedback había dado un discurso más bien para jóvenes y no niños de cuarto grado. Halagó de Feedback su cortesía por asegurarse de que cada centavo de los $33,50 volviera a su lugar, ya que había sido caballeroso como el héroe que es. Lee, notando la gran dificultad para tomar su decisión, ordenó a Major Victory despojarse de su traje, debido a su preocupación porque Major Victory, con su continua actitud cómica, se convirtiera en una "parodia de un superhéroe".
Feedback se preparó a protestar inmediatamente, pero Chris Watters lo detuvo y le pidió que callara, que él no era quién debía decidir. Mientras Watters se retiraba, Lee lo llamó y le habló de su meta de convertirse en un héroe para su hija y dijo entonces: "Misión cumplida". A continuación lo guio hacia un teléfono móvil detrás de su cubículo. La llamada en la línea era de su hija adolescente, quien le dijo a su padre que él ya era un superhéroe para ella.

### Sexto episodio
La guarida se encontró silenciosa durante el final. De pronto una energía surgió desde la pantalla de televisión de Stan Lee, viajando a través de los cables de la ciudad, actuvando televisores (incluso en Universal Studios y el jardín trasero del desafío de los perros). Stan Lee anunció así, desde cada canal, que pronto coronaría al siguiente gran superhéroe.
Lee revisó a solas en su mente cada uno de los desafíos a los que se habían enfrentado Feedback y Fat Momma durante la competencia. Mientras los dos preparaban la cena en la cocina, Lee apareció en el televisor y les comunicó que finalmente, después de tanto tiempo hablando sobre sus superhéroes, había llegado el día en el que les serían otorgados. Ese día, aprenderían a volar.
Lee avisó a los héroes que deseaba verlos en la gran pantalla. Feedback y Fat Momma viajaron a una casa suburbana y conocieron al coordinador de acrobacia que había trabajado en El Hombre Araña y El Hombre Araña 2. Le enseñó a los héroes los movimientos básicos de luchas de dobles y los hizo trabajar un poco el trampolín. Feedback realizó con entusiasmo varios saltos, pero llegado el turno de Fat Momma, ella decidió, debido a la cantidad de gente que dependía de ella y de su salud, no arriesgarse a herirse en tales saltos. Los héroes fueron filmados entonces en varias poses frente a la pantalla verde.
Al regreso a la guarida, cada héroe tuvo la oportunidad de hablar en privado cada uno con Lee. Diciendo que deseaba llegar a conocer a la persona detrás del personal, Lee los llamó por su primer nombre real por primera vez, Matthew y Nell.
Matthew fue el primero y habló nuevamente de su padre, quien en el sufrimiento de un dolor crónico, había terminado con su propia vida. Después del suicidio de su padre, Matthew buscó a Lee y los cómics de su creación en busca de un modelo a seguir masculino. Lee, dijo él, era su héroe.
Nell dijo que su mejor momento durante el show fue cuando Lee le dijo que estaba orgulloso de ella. Dijo también que su padre era su héroe. Creía que un hombre fuerte era el centro de una familia fuerte y que con su padre envejeciendo, sabía que no estaría con ella por mucho tiempo más, así que atesoraba cada día que pasaba con él. Lee le dijo a Fat Momma que ella era una de sus heroínas.
Pronto Stan anunció que ya era hora de declarar al ganador. Los héroes se dirigieron a Universal Studios City Walk donde fueron bienvenidos por una multitud emocionada. Lee le mostró a esa multitud cómo cada héroe se vería en pantalla, habiendo incorporando fondos y efectos especiales y formando tráileres para ambos.
Declarando que la decisión era extremadamente difícil, Lee le pidió a Fat Momma que dejara su traje. Feedback había ganado y era el "siguiente gran superhéroe". Un Feedback tan eufórico como estupefacto comenzó un discurso para su público justo cuando fue sorprendido por su esposa, seguida de su familia y amigos tanto como todos los superhéroes eliminados de la competencia, a los cuales Feedback proclama "los verdaderos superhéroes". Fat Momma se unió a Feedback en su festejo para felicitarlo y su familia y amigos salieron a sorprenderla también. Lee desapareció de la gran pantalla y sorprendió a Feedback apareciendo junto a él. Feedback entonces lo abrazó, expresando su gran placer por conocer al hombre que había sido de tal inspiración para él. Entonces Feedback bajó del balcón en el que se hallaba y se trasladó entre la multitud recibiendo felicitaciones. Como final de la serie, Feedback salió de escena volando y fue visto cruzando a vuelo el espacio.

## Segunda temporada

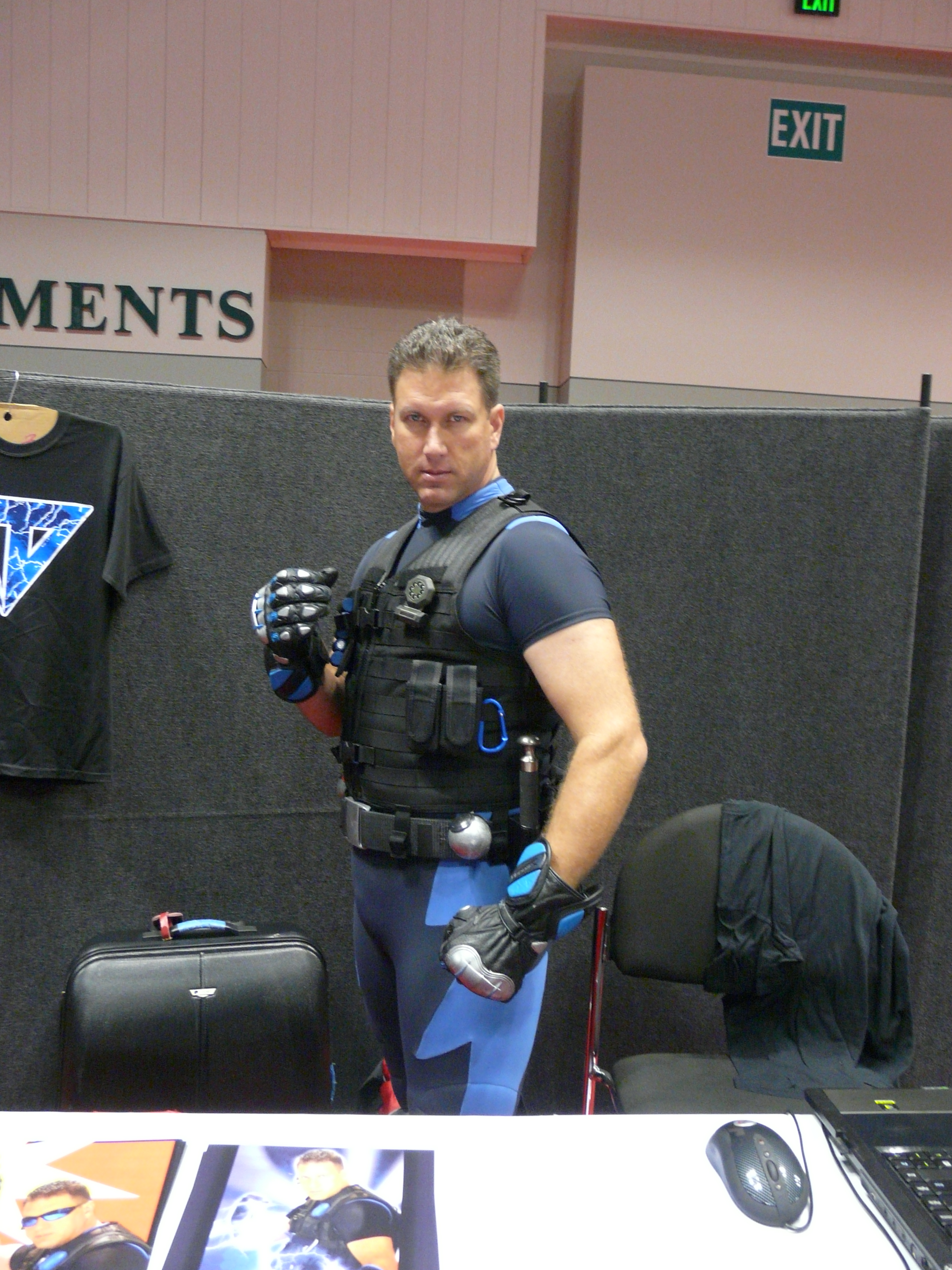
The Defuser

La segunda temporada, estrenada en Estados Unidos el 26 de julio de 2007, constó de ocho episodios. El ganador figuró en un cómic que Lee publicó para Dark Horse y ganó un muñeco de acción de Shocker Toys. Los escogidos para participar de la segunda temporada fueron:
·	Basura (Aja De Coudreaux / Oakland) - Con la ayuda de los insectos, usa sus poderes místicos para convertir basura en tesoro 
·	Braid (Crystal Clark / Bloomington, Illinois) - Asume cualquier raza, género y edad y combate el crimen con sus cabello-tentáculos 
·	The Defuser (Jarrett Crippen / Austin, Texas) - Super-héroe paramilitar experto que usa armas no-violentas para parar los villanos. Habilidad singular: operar a un 110%.
·	Hygena (Melody Mooney / Sherman Oaks, California) - Combate el crimen fabricando armas a partir de productos de limpieza 
·	Hyper-Strike (John Stork / Plainfield, Chicago, Illinois) - Experto en artes marciales con super-fuerza y agilidad, capaz de proyectar su Chi por las manos 
·	Mindset (Phillip Allen / Fort Lauderdale, Florida) - Viajante del tiempo, telekinético en misión para acabar con todas las guerras. Originalmente denominado Omnicron, Mindset fue escogido para estar en el programa por los internautas, en el comienzo del año 
·	Mr. Mitzvah (Sir Ivan Wilzig / Miami, Florida) - Es un Bruce Wayne de la vida real, que vive en un castillo y tiene la millonaria misión de salvar las vidas de los niños 
·	Mrs. Limelight (Trisha Paytas / Byron, Illinois) - Rubia cautivante que absorbe poder de los astros de la TELE y del cine. 
·	Parthenon (Dan Williams / Orlando, Florida) - Arqueólogo que consigue sus poderes místicos de un antiguo yelmo descubierto en Grecia 
·	Whip-Snap (Paula Thomas / Dallas, Texas) - Posee la maestría del látigo y, con un toque de su piel, transforma los villanos en arena.

### Tabla de progreso por episodio
El superhéroe completó la tarea
     El superhéroe fue elegido para eliminación
     El superhéroe fue eliminado
     El superhéroe ganó
Un signo más (+) indica que el héroe fue destacado especialmente por Lee en ese episodio.
| Superhéroe      | 1   | 2   | 3a  | 3b  | 4   | 5   | 6   | 7   | 8   |
| --------------- | --- | --- | --- | --- | --- | --- | --- | --- | --- |
| The Defuser ♂   | IN  | IN  | IN  | IN  | NOM | NOM | IN  | NOM | GAN |
| Hygena ♀        | IN+ | IN+ | IN+ | IN  | NOM | NOM | NOM | NOM | ELI |
| Hyper-Strike ♂  | IN  | IN  | IN  | NOM | IN  | IN+ | NOM | NOM | ELI |
| Parthenon ♂     | IN+ | IN  | IN+ | IN  | IN+ | IN  | ELI |     |     |
| Whip-Snap ♀     | IN+ | IN  | IN  | IN  | IN  | ELI |     |     |     |
| Basura ♀        | IN+ | IN  | NOM | NOM | ELI |     |     |     |     |
| Ms. Limelight ♀ | NOM | NOM | NOM | ELI |     |     |     |     |     |
| Mr. Mitzvah ♂   | NOM | NOM | ELI |     |     |     |     |     |     |
| Mindset ♂       | IN  | ELI |     |     |     |     |     |     |     |
| Braid ♀         | ELI |     |     |     |     |     |     |     |     |

### Del programa
- Web oficial Archivado el 25 de agosto de 2020 en Wayback Machine.
- Sci Fi Channel's Archivado el 4 de marzo de 2009 en Wayback Machine.
- Who Wants to be a Superhero en Base de Datos en Internet

### Primera temporada
- Cell Phone Girl (Chelsea Weld)
  - Cellphone Girl MySpace
  - Chelsea Weld
- Creature (Tonya Kay)
  - Official Site Archivado el 27 de mayo de 2007 en Wayback Machine.
  - Tonya Kay MySpace
- Fat Momma (Nell Wilson)
  - Official Site
  - Fat Momma MySpace
- Feedback (Matthew Atherton)
  - Official Site
  - Feedback MySpace
- Iron/Dark Enforcer (Steel Chambers)
  - Official Site
  - Iron/Dark Enforcer MySpace
- Lemuria (Tonatzin Mondragon)
  - Official Site
  - Lemuria MySpace
- Levity (Tobias Trost)
  - Official Site
  - Trost MySpace
  - {Levity MySpace
- Major Victory (Chris Watters)
  - Major Victory's Official Site
  - Chris Watters' Official Site
  - Major Victory MySpace
  - Chris Watters MySpace
- Monkey Woman (Mary Votava)
  - Mary Votava's Official Site
  - Monkey Woman's Official Site
  - Monkey Woman MySpace
- Nitro G (Darren Passarello)
  - Official Site
  - Nitro MySpace
- Ty'Veculus (E. Quincy Sloan)
  - Ty'Veculus MySpace

### Segunda temporada
- Mr. Mitzvah (Sir Ivan Wilzig)
  - Official Site
  - Sir Ivan MySpace

### Sitio web de los cómics
- Page for the Dark Horse comic book

- Datos: Q2916274